# TSV Ottersberg
Der TSV Ottersberg ist ein Sportverein aus Ottersberg, der am 18. Januar 1901 als Turnverein gegründet wurde.

## Geschichte
Die im Jahr 1990 in einen eigenen Verein ausgegliederte Fußballabteilung des TSV Ottersberg stieg 2008 in die fünftklassige Oberliga Niedersachsen-Ost auf. 2010 gelang die Qualifikation für die eingleisige Niedersachsenliga. Sie gehört als sogenannter „100% Werder-Partner!“ zu den hundert Partnervereinen des Bundesligisten Werder Bremen. Im Jahre 2015 stieg die Mannschaft in die Landesliga Lüneburg ab. Drei Jahre später folgte der Abstieg in die Bezirksliga, dem der direkte Wiederaufstieg folgte. Im Jahre 2022 ging es für die Ottersberger erneut runter in die Bezirksliga. Nach zwei Jahren gelang der Wiederaufstieg in die Landesliga.
Daneben gibt es die Abteilungen Badminton, Handball, Turnen, Volleyball, Schwimmen und Tischtennis.

## Weblink
- Homepage des TSV Ottersberg